# Gartenhaus im Nordpark

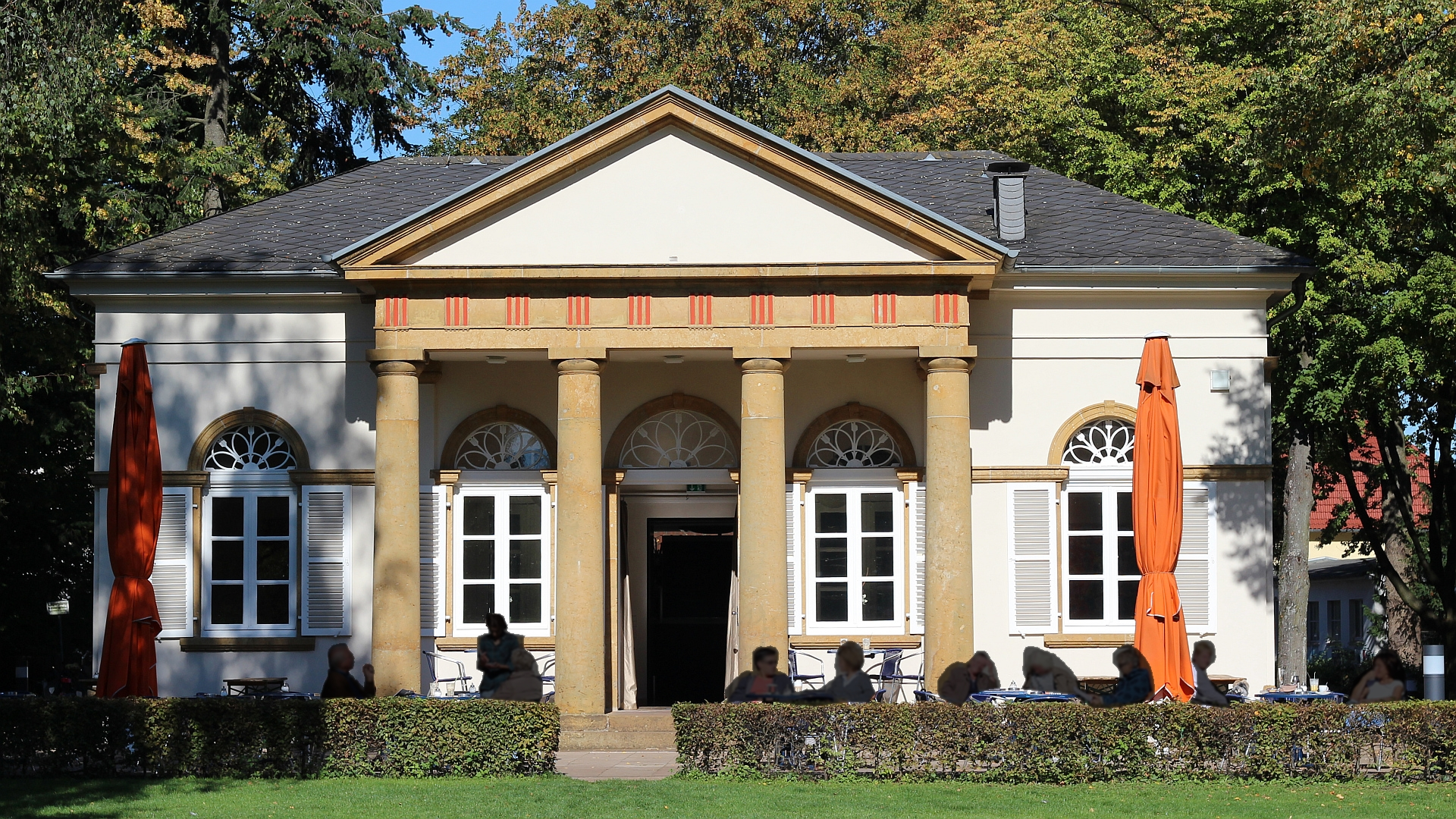
„Schinkel-Pavillon“ im Nordpark

Das Gartenhaus im  Nordpark (auch als Schinkel-Pavillon bezeichnet) ist ein denkmalgeschütztes Gebäude in Bielefeld im Stadtbezirk Mitte.

## Beschreibung
Das im klassizistischen Stil gehaltene einstöckige verputzte Gebäude ist etwa 15 mal 7,5 Meter groß und mit einem Walmdach versehen. In der Mitte der fünfachsigen Front befindet sich ein vorspringender Portikus mit Flachgiebel, Triglyphenfries und vier dorischen Säulen.

## Geschichte
Das Gebäude wurde in den 1830er Jahren vermutlich nach Plänen eines Schülers von Karl Friedrich Schinkel im weitläufigen Garten der Villa der Familie Osthoff an der Detmolder Straße errichtet. Während das Hauptgebäude im Zweiten Weltkrieg teilweise zerstört wurde, blieb das Gartenhaus unbeschädigt.
1953 wurde das Gelände parzelliert und verkauft, was trotz Denkmalschutz eine Zerstörung des Gartenhauses bedeutet hätte. Als einzige Lösung blieb, es Stück für Stück abzutragen und an anderer Stelle wieder zu errichten (Translozierung). Die Wahl für den neuen Standort fiel auf den Nordpark, da hier ein großzügiges Gelände zur Verfügung stand und sowieso der Bau einer Milchstube geplant war.
Die Außenwände des Gebäudes bestanden ursprünglich aus Naturstein, die Innenwände waren Fachwerkkonstruktionen. Beim Wiederaufbau wurden alle Wände in neuzeitlichem Kalksandstein errichtet. Fenster, Fensterläden und Außentüren, Gesimse, Gewände und Sohlbänke sowie Säulen, Fries, Fußboden und Treppenstufen des Portikus sind original. Im Juni 1954 war der Wiederaufbau im Wesentlichen abgeschlossen. Seit 1955 wird das Gebäude gastronomisch genutzt. Bis 2011 beschränkte sich diese Nutzung auf die Sommermonate.
Nachdem die Fassaden 2009 deutliche Schäden zeigten, wurde im Jahr 2011 eine Sanierung durchgeführt. Dabei wurde das Gebäude auf der Rückseite um einen modernen beheizbaren Anbau erweitert, um einen ganzjährigen Betrieb des Park-Cafés zu ermöglichen.